# 罗伯特·怀曼
罗伯特·怀曼（英語：Robert Wyman，1909年4月27日—1978年6月25日），英国男子冰球运动员，场上位置是后卫。他曾代表英国国家队参加1936年冬季奥林匹克运动会冰球比赛，获得一枚金牌。